# Glover Morrill Allen
Glover Morrill Allen (Walpole, 8 febbraio 1879 – 14 febbraio 1942) è stato uno zoologo statunitense.

## Biografia
Nato a Walpole (New Hampshire), era figlio del Reverendo Nathaniel Glover Allen e di Harriet Ann Schouler, e studiò all'Università di Harvard. Dopo la laurea, si specializzò in zoologia ad Harvard e ottenne il ruolo di Curatore dei Mammiferi del Museo di Zoologia Comparata.
Viaggiò a lungo, in Centro e Sudamerica, Africa occidentale, lungo il Nilo, nel Congo belga e in Australia.
Tra le sue pubblicazioni ricordiamo Bats: Biology, Behavior and Folklore, Checklist of African Mammals e Mammals of China and Mongolia. Nel 1915 venne eletto Membro dell'Accademia Americana di Arti e Scienze.